# The Bastard Son & The Devil Himself
The Bastard Son & The Devil Himself és una sèrie de televisió de drama fantàstic britànic creada per Joe Barton per a Netflix. Basada en la novel·la juvenil El costat fosc escrita per Sally Green, la sèrie explica la història de Nathan Byrn, un fill il·legítim d'un bruixot perillós, Marcus Edge, que lluita per superar les probabilitats de seguir els passos del seu pare mentre descobreix la seva veritable identitat al costat dels seus amics. S'ha subtitulat al català.
La sèrie es va estrenar a la plataforma de reproducció en línia el 28 d'octubre de 2022.

## Premissa
En Nathan Byrn, de 16 anys, després de ser descobert com un fill il·legítim del bruixot de sang més perillós del món, Marcus Edge, passa la supervisió del Consell de Bruixeria Fairborn durant diversos anys. Tanmateix, a mesura que el conflicte entre els bruixots de sang i els fairborn augmenta, en Nathan va trobar una oportunitat per escapar. A mesura que fuig, aviat estableix aliances amb l'Annalise i en Gabriel i descobreix secrets d'ell fins ara desconeguts.

## Repartiment
- Jay Lycurgo com a Nathan Byrn
- Nadia Parkes com a Annalise O'Brien
- Emilien Vekemans com a Gabriel
- Isobel Jesper Jones com a Jessica Byrn
- Karen Connell com a Celia
- Paul Ready com a Soul O'Brien
- David Gyasi com a Marcus Edge
- Kerry Fox com a Esmie
- Fehinti Balogun com a Bjorn
- Misia Butler com a Niall
- Liz White com a Penelope
- Róisín Murphy com a Mercury
- Tim Plester com a Rowan